# Kavagucsi
Kavagucsi (川口市; Hepburn: Kawaguchi-shi) város Japánban, Szaitama prefektúra délnyugati részén. 

## Fekvése
Tokiótól északra, az Ara folyó hordalékos síkságán fekszik, a város a Tokió-Jokohama nagyvárosi terület egyik fő alkotóeleme.

## Története
Kavagucsi 1603–1867 között, az Edo (Tokugava) időszakban postaváros és piactér volt. A város már ekkor is rendelkezett kevés iparral. A fémöntvények gyártása a 20. század elején gyors növekedésnek indult. 
A második világháború óta más iparágak is, így például a textilgyártás és a precíziós műszerek gyártása, valamint a sörfőzés is megjelentek a városban.

## Népesség
Kavagucsi népessége az elmúlt években az alábbi módon változott:
| Lakosok száma | 561 506 | 578 112 | 593 900 |
|               | 2010    | 2015    | 2021    |